# Kumara
Kumara (čínsky pchin-jinem Huma he) je řeka v provincii Chej-lung-ťiang v ČLR. Je 435 km dlouhá. Povodí má rozlohu 23 900 km².

## Průběh toku
Pramení ve výběžcích pohoří Velký Chingan. Protéká horskou a kopcovitou krajinou přes tajgu. Ústí zprava do Amuru.

## Vodní režim
Zdrojem vody jsou především dešťové srážky. V létě dochází k povodním. Průměrný průtok vody činí přibližně 130 m³/s. V zimě řeka místy promrzá až do dna.

## Využití
Řeka je splavná.